# Friedrich Schütze (Schauspieler)
Friedrich Schütze (* 1. August 1891 in Berlin; † 7. Dezember 1968 in Köln) war ein deutscher Schauspieler und UFA-Besetzungschef.

## Leben
Friedrich Schütze erhielt seine Schauspielausbildung von 1911 bis 1913 an der Schauspielschule des Deutschen Theaters Berlin, wo ihn insbesondere Eduard von Winterstein unterrichtete. Am Deutschen Theater Berlin gab er auch sein Bühnendebüt als „Fortinbras“ in einer Hamlet-Inszenierung von Max Reinhardt. 
Ein Jahr lang war der groß gewachsene und schlanke Schauspieler als „erster Held“ beim Märkischen Wandertheater verpflichtet, wo er an der Seite von Jürgen Fehling spielte. Während des Ersten Weltkriegs leistete Friedrich Schütze Kriegsdienst an der Front und war als Schauspieler am Deutschen Theater in der vom Deutschen Reich besetzten Stadt Kaunas tätig. 1917 übernahm er zeitweilig auch die Leitung dieses Theaters. Nach dem Krieg wurde er zunächst für zwei Jahre vom Schauspielhaus Potsdam engagiert und spielte anschließend für zwei weitere Jahre am Theater Lübeck, am Theater Kiel, am Stadttheater in Königsberg, am Altonaer Stadttheater, am Theater Aachen und am Schauspielhaus Düsseldorf. Es folgte ein weiteres Jahr am Theater Baden-Baden.
Danach wurde Schütze vom Burgtheater verpflichtet, dessen Ensemble er sieben Jahre lang angehörte. In dieser Zeit war er in Wien und Berlin, wo er mehrere Gastspiele absolvierte, auch als Schauspiellehrer tätig. Er bildete seine Schülerinnen mit Erfolg speziell als Filmschauspielerinnen aus, wodurch das Filmunternehmen UFA auf ihn aufmerksam wurde und ihn zum Besetzungschef ernannte. Als solcher „entdeckte“ er mehrere später populäre Filmschauspieler. In der Zeit des Nationalsozialismus setzte er sich für seine verfolgten jüdischen Kolleginnen und Kollegen ein. Zum Verhängnis wurde es ihm, als er versuchte, Theaterregisseure, die mit Jüdinnen verheiratet waren, für die UFA zu verpflichten. Friedrich Schütze wurde verhaftet, zu einer Gefängnisstrafe verurteilt und schließlich mit Berufsverbot belegt. In Folge ging er in die Emigration mit den Stationen Schweiz, Österreich, Tschechoslowakei und Lettland. Dort wirkte er am Stadttheater Bern, am Schauspielhaus Graz sowie an den städtischen Bühnen von Brünn, Prag und Riga.
1940 durfte er mit einer Sondererlaubnis am Deutschen Theater in Warschau spielen. Er übernahm zeitweise auch die Leitung des Theaters. Die Genossenschaft Deutscher Bühnen-Angehöriger, für die er ab 1919 an verschiedenen Orten als lokaler Obmann tätig gewesen war, setzte sich erfolgreich für die Aufhebung seines Berufsverbots ein. 1941 durfte Friedrich Schütze ein Engagement an den Bühnen der Stadt Köln annehmen. Deren Ensemble gehörte er schließlich bis kurz vor seinem Tod an.

## Auszeichnungen
- 1963: Großes Goldenes Ehrenzeichen der Genossenschaft Deutscher Bühnen-Angehöriger